# Gid Tanner and his Skillet Lickers
Gid Tanner and his Skillet Lickers (auch: Gid Tanner and the Skillet Lickers in der Bedeutung Gid Tanner und seine Bratpfannenlecker) war eine US-amerikanische Countryband, die ihre größten Erfolge in den 1920er- und 1930er-Jahren verzeichnen konnte. Die Band zählt zu den frühesten Stars der Old-Time Music.

## Karriere

### Anfänge
1925 kam Frank Walker, der A&R-Manager von Columbia Records nach Atlanta, um dort eine Stringband zusammenzustellen. Er griff auf die Musiker Gid Tanner und den blinden Riley Puckett zurück, die bei Columbia schon einige Platten veröffentlicht hatten. Zusammen mit dem Fiddler Clayton McMichen und dem Banjospieler Fate Norris nannte sich die Band Gid Tanner and his Skillet Lickers. Der Name entstand in Anlehnung an McMichens Lickskillet Band, mit der Tanner vor 1920 schon bei den Atlanta Fiddler’s Conventions aufgetreten war.
Ihre erste Schallplatte, die 1926 mit Bully of the Town auf der A-Seite und Pass Around the Bottle auf der B-Seite erschien, übertraf alle Erwartungen. Mit über 200.000 verkauften Exemplaren war die Single eine der erfolgreichsten Neuerscheinungen des Jahres und beförderte die Gruppe in eine Art „Starstatus“.

### Erfolge
Die nächste Veröffentlichung Watermelon Hangin’ on the Vine – Hand Me Down My Walkin’ Cane vom September 1926 war fast so erfolgreich wie das Debüt. Bei beiden Titeln übernahm erstmals Gid Tanner den Gesang. Dies sollte er während der nächsten Jahre regelmäßig tun, eigentlicher Sänger blieb jedoch weiterhin Puckett. Innerhalb eines Jahres avancierten Gid Tanner und seine Skillet Lickers neben Charlie Poole and his North Carolina Ramblers zu den erfolgreichsten Hillbilly-Musikern der damaligen Zeit. Sie bestritten Auftritte im WLS National Barn Dance und maßen sich mit den damaligen Größen des Showgeschäfts, indem sie die Fiddler der Grand Ole Opry in Nashville, Tennessee zum Fiddler’s Contest herausforderten. Zudem gingen sie auf ausgedehnte Tourneen und waren nur zweimal im Jahr im Studio, wo sie alle Titel des jeweiligen Jahres einspielten.
Ihre dritte Single A Corn Licker Still in Georgia enthielt erstmals Comedy-Einlagen unter der Leitung Tanners, der ein talentierter Entertainer war. Auch diese abwechslungsreiche Musikvariante war äußerst erfolgreich.
Auch in der folgenden Zeit wurden alle Singles der Skillet Lickers Hits, unter anderem Soldier’s Joy, Slow Buck und A Fiddler’s Convention in Georgia. Besonders prägnant waren die sich ergänzenden Fiddle-Einlagen Tanners und McMichens sowie Pucketts Gitarrenspiel, das späteren Kontrabassspielern als Vorlage dienen sollte. Er war einer der ersten Musiker, die das Walking-Bass-Prinzip anwendeten, also die Saiten nacheinander der Tonhöhe entsprechend zu zupfen (vgl. dazu Ride Old Buck to Water).
Auch wenn die Veröffentlichungen der Gruppe ungefähr 20 Prozent der gesamten Hillbilly-D-Serie Columbias, der Veröffentlichungsreihe mit Old-Time-Musik, ausmachten, so verdienten die Mitglieder überwiegend Geld mit ihren Tourneen, die sie durch die Südstaaten und auch in den Norden der USA führten. Sie tourten unter anderem auch mit Lowe Stokes, Bert Layne, Arthur Tanner und Bill Helms.
Helms zufolge spielte die Band meistens auf Fiddlewettbewerben, die drei Tage dauerten: „These conventions would last usually three days in one place, and the last night was usually contest night – you fiddled off and they had prizes for guitar and banjo players. …“ („Diese Veranstaltungen dauerten gewöhnlich drei Tage, und am letzten Abend fand normalerweise der Wettbewerb statt - man gab sein Bestes an der Fiddle, und es gab Preise für Gitarristen und Banjospieler. …“). Obwohl es im Süden der USA bereits Stummfilmkinos gab, erfreuten sich die Wettbewerbe größerer Beliebtheit, so Helms: „[…] they was crazy about hillbilly fiddling and banjo picking and, man, you’d fill every place you went up.“ („Sie [die Leute] waren verrückt nach Hillbilly-Musik, und die Veranstaltungen waren immer ausverkauft.“). Laut Helms nahm die Band an einem Abend bis zu 400 Dollar ein, bei einem Preis von 25 Cent für Erwachsene; Kinder zahlten 15 Cent.

### Niedergang und Neuformierung
Obwohl Clayton McMichen schon seit Beginn der Skillet Lickers nicht zufrieden mit der Situation war, wurde es 1930 absehbar, dass die Differenzen der Mitglieder immer schlimmer wurden. McMichen hatte zusammen mit Bert Layne, Lowe Stokes und einer Reihe anderer Musiker für Brunswick Records bereits 1928/1929 verschiedene Jazz-orientierte Stücke aufgenommen, so zeigte sich nun auch mit seiner neuen Band, den Georgia Wildcats, die deutliche Entwicklung zum Western Swing. Der traditionelle Stil der Skillet Lickers stand daher im Gegensatz zu McMichens experimentellen Klängen, sodass für ihn klar war, die Band zu verlassen.
Neben den inneren Streitigkeiten verschärfte auch die Weltwirtschaftskrise und die daraus resultierende schlechte Lage der Plattenindustrie die Lage der Skillet Lickers. Columbia wurde hart von der Krise getroffen und versuchte über die Band, die in den letzten Jahren Garant für hohe Verkaufszahlen und Profit waren, ihre Lage zu verbessern. Am 24. Oktober 1931 fand die letzte Session der Skillet Lickers statt. Eigentlich hatte Clayton McMichen die Gruppe bereits verlassen, vor allem wegen der Differenzen mit den anderen Musikern. Da er aber von Columbia überdurchschnittlich gut für seine Aufnahmen bezahlt wurde, nahm er das Angebot an, da er jetzt auch eine Familie zu versorgen hatte. Auf dieser letzten Session in Atlanta fehlte Fate Norris aus bis heute ungeklärten Gründen, sodass Gid Tanner am Banjo einspringen musste und dieser wiederum durch Bert Layne an der Fiddle ersetzt wurde. Dadurch ergab sich eine Besetzung mit Riley Puckett (Gesang/Gitarre), Clayton McMichen (Fiddle), Lowe Stokes (Fiddle), Bert Layne (Fiddle) und Gid Tanner (Banjo).
Für Frank Walker war von Anfang an klar, dass die Band irgendwann zerbrechen würde, da die Charaktere zu unterschiedlich waren. Der liberale McMichen, der vor allem eine Vorliebe für Jazz hatte, und der konservative Norris hatten die größten Differenzen. Tanner, der oft Streitschlichter sein musste, konnte die Band sechs Jahre lang mit Kompromissen zusammenhalten, danach musste auch er aufgeben. McMichen sagte später in einem Interview dazu: „Two or three in there [the Skillet Lickers] couldn’t play“ („zwei oder drei von ihnen konnten nicht spielen“) und dass er es nicht mochte, mit ihnen zu spielen: „they just was about 30 years behind us, or 40, in the music business“ („Sie hinkten in musikalischer Hinsicht 30 oder 40 Jahre hinter uns her“).
Trotz der Wirtschaftskrise und den schleppenden Verkäufen waren die Skillet Lickers weiterhin äußerst populär. Als McMichen zusammen mit seiner neuen Band 1931 nach Covington, Kentucky, ging und bei WCKY auftrat, wurde Riley Puckett eingebracht und als „Skillet Lickers“ aufgetreten. Der Besitzer des Senders verschaffte der Band reichlich Auftritte in der Umgebung – an einem Konzert war die Besucherschlange sogar drei Blocks lang. Doch McMichen und seine Band verließen WCKY, um ein lukrativeres Angebot bei WLW anzunehmen. Die fehlenden Musiker wurden durch Gid Tanner und Fiddler Bill Helms ersetzt.
1934 unterzeichnete Tanner bei Bluebird Records und formierte neue Skillet Lickers mit Riley Puckett an der Gitarre, Ted Hawkins an der Mandoline, seinem Bruder Arthur am Banjo und seinem Sohn Gordon, der Fiddle spielte. Aus ihrer Session in San Antonio, Texas, stammt ihr letzter und zugleich größter Hit Down Yonder. Für Tanner war es das letzte Mal, dass er ein Studio betrat. Auftritte bestritten jedoch alle Mitglieder weiterhin, 1935 beim Radiosender WJTL in Atlanta sogar zusammen als Gruppe.

## Die Skillet Lickers heute
Im Zuge des Folk-Revivals in den 1960er Jahren rief Gid Tanners Sohn Gordon die Band seines Vaters wieder ins Leben. Gid Tanner selbst erlebte dies nicht mehr, er war bereits 1960 gestorben. Seit Mitte der 1980er Jahre werden die Skillet Lickers von Gid Tanners Enkel Phil unter dem Namen Phil Tanner’s Skillet Lickers geleitet. 1992 erschien auf Global Village Records das Album The Tanner Legacy Now, das neue und alte Stücke enthält. Auch Phils Sohn Russel spielt in der Band. In dieser Konstellation treten die Skillet Lickers weiterhin auf Folk- und Bluegrass-Festivals auf.
1988 wurden die Skillet Lickers in die Georgia Music Hall of Fame und in die Atlanta Country Music Hall of Fame aufgenommen.

## Musikalisches Werk

### Einfluss und Leistung
Die Skillet Lickers sind eine der erfolgreichsten und einflussreichsten Bands der Hillbilly-Musik. Die Stringband sollte den Bluegrass weitreichend beeinflussen und stellte auch für spätere Folkmusiker eine Vorlage dar. Die Fiddle-Spielweise McMichens und Tanners war zur damaligen Zeit unverwechselbar und auch Pucketts Gitarrenspiel trug zum besonderen Klang der Musik bei. Jedoch waren die Skillet Lickers keineswegs Profimusiker, lediglich Riley Puckett verdiente seinen Lebensunterhalt mit der Musik; aufgrund seines fehlenden Augenlichts hatte er wenig andere Möglichkeiten. McMichen war hauptberuflich Automechaniker und Gid Tanner Farmer. Über Fate Norris’ Tätigkeiten ist nichts bekannt, jedoch ist es wahrscheinlich, dass auch er kein professioneller Musiker war. In einem kleinen Dialog vor der Aufnahme des Stückes Nancy Rollin, der mitgeschnitten wurde, erzählt Norris von einer Firma, bei der er arbeite ([…] the company I am workin’ for…).

### Repertoire
Das Repertoire der Skillet Lickers reichte von alten Traditionals wie Old Joe Clark, John Henry oder Cotton-Eyed Joe über damals moderne Stücke wie Wendell Halls It Ain’t Gonna Rain No Mo’ oder Vernon Dalharts Wreck of the Old Southern '97 bis hin zu Gospel-Arrangements wie Don’t You Hear Jerusalem Moan? oder sogar Marschlieder wie It’s a Long Way to Tipperary. Den größten Anteil ihrer Stücke stellten jedoch die Traditionals, Stücke, die die Mitglieder schon in ihrer Jugend von Verwandten oder Bekannten erlernten. Einige Titel waren melodisch vollkommen gleich, lediglich der Text wurde verändert, wie bei Flatwoods und Cotton-Eyed Joe.
Einen besonderen Teil ihres Repertoires machten die Sketche aus, was damals vollkommen neu war und sich äußerst gut verkaufte. Das bekannteste Beispiel ist wohl A Corn Licker Still in Georgia, das insgesamt 14 verschiedene Teile bot, von denen jedoch nicht alle veröffentlicht wurden. Die ersten beiden Teile erschienen 1926, verteilt auf A- und B-Seite. Hierbei war McMichen oft Erzähler und führte so die Geschichte weiter. Tanner dagegen mimte oft den Clown, der zwischendurch Witze zum Besten gab oder durch seine Ungeschicktheit lustig auffiel.
A Corn Licker Still in Georgia wurde komplett in seinen 14 Teilen auf einer LP von Voyager Records wiederveröffentlicht. Die Erscheinung erhielt von der Fachpresse durchweg gute Kritiken. Laut Voyager wurde der Sketch im Original, also von 1927 bis zur Komplettierung 1930, über eine Million Mal verkauft.

### Stil
Die Skillet Lickers war eine der ersten Stringbands, die jemals aufgenommen wurde. Ihre „Drei-Fiddle-Kombination“ aus Tanner, McMichen und einem anderen Fiddler war vorher überhaupt nicht gängig und erzeugte einen „volleren“ Klang. Jahrelang wurde die These vertreten, dass die Skillet Lickers lediglich mit zwei Fiddlern spielten, was aber widerlegt wurde. Die Verwirrung stiftete McMichen, der später in Interviews immer behauptete, dass Tanner mit Absicht soweit vom Mikrofon entfernt stand, dass man nur McMichen und Lowe Stokes hörte. Die Aussage war jedoch vollkommen unbegründet und baute wahrscheinlich nur auf McMichens Antipathie gegenüber Tanner auf.
In Wirklichkeit war es gerade die Kombination aus drei Fiddlern, die die Songs der Skillet Lickers von einer durchschnittlichen Stringband unterschied. Während McMichens und Tanners Instrumente höher gestimmt waren, spielte eine dritte Fiddle in der Baritonlage. Wer letztendlich der dritte Fiddler war, ist nicht bekannt. Da es meist keine offiziellen – oder nur schlecht geführte – Protokolle der Aufnahmesessions gab und die Aussagen der Mitglieder stark variieren, können nur Vermutungen geäußert werden. Laut Tony Russell, Autor des Buches Country Music Records, war Bert Layne der dritte Fiddler bei den ersten Sessions. Im Laufe der Zeit kann sich dies geändert haben, da Lowe Stokes ebenfalls teilweise Mitglied war. Zudem kommen weitere Musiker wie Ted Hawkins und Bill Helms in Frage. Andere Quellen geben Lowe Stokes als ständigen dritten Fiddler an.
Als zweite Komponente dieses Klanges fungierte Riley Puckett. Seine Stimme war ein klarer und glatter Tenor, der unverwechselbar war. Seine Fertigkeiten auf der Gitarre erinnern an eine Verwendung als Bass. McMichen sagte später zu Pucketts Rolle in der Band: „Riley proved the people wanted to hear sing. And if he didn’t sing on the records, why, they didn’t sell much“ („Riley zeigte uns, dass die Leute Gesang hören wollten. Und wenn er auf den Platten nicht sang, dann verkauften sie sich auch nicht gut“).
Fate Norris ist als Banjoist nur sehr schwer herauszuhören. Zudem nutzte er sein Instrument genau genommen nur als Rhythmusinstrument. In dem Stück Polly Woddle Doo ist er aber in einer Strophe als Sänger zu hören. Im Laufe der Zeit waren zudem weitere Mitglieder neben Puckett als Sänger zu hören; Lowe Stokes singt in It Ain’t Gonna Rain No Mo’ zwei Strophen und Gid Tanner in demselben Stück in seiner hohen Komikerstimme den Refrain.

## Diskografie

### Singles
Columbia-Aufnahmen wurden Mitte der 1930er-Jahre bei Vocalion Records und Bluebird-Aufnahmen bei Montgomery Ward neu veröffentlicht.
| Jahr             | Titel                                                                                 | #                | Anmerkungen                                      |
| Columbia Records | Columbia Records                                                                      | Columbia Records | Columbia Records                                 |
| ---------------- | ------------------------------------------------------------------------------------- | ---------------- | ------------------------------------------------ |
| 1925             | Bully of the Town / Pass Around the Bottleⓘ                                           | 15074-D          |                                                  |
| 1926             | Turkey in the Straw / You Gotta Quit Knockin’ My Dog Aroun’                           | 15084-D          |                                                  |
| 1926             | Watermelon Hangin’ on the Vine / Hand Me Down My Walking Cane                         | 15091-D          |                                                  |
| 1926             | Don’t You Hear Jerusalem Moan / Alabama Jubilee                                       | 15104-D          |                                                  |
| 1926             | Dance All Night with a Bottle in Your Hand / Old Joe Clark                            | 15108-D          | A-Seite von Gid Tanner und Riley Puckett als Duo |
| 1926             | I Don’t Love Nobodyⓘ / Shortening Breadⓘ                                              | 15123-D          |                                                  |
| 1926             | I Got Mine / Uncle Bud                                                                | 15234-D          |                                                  |
| 1927             | Fiddler’s Convention in Georgia / Fiddler’s Convention in Georgia, Part 2             |                  | als McMichen+Tanner+Skillet Lickers              |
| 1927             | Wreck of the Old ‘97 / John Henryⓘ                                                    | 15142-D          |                                                  |
| 1927             | Dixie / Run Nigger, Run                                                               | 15158-D          |                                                  |
| 1927             | Old Gray Mare / Girl I Left Behind Me                                                 | 15170-D          |                                                  |
| 1927             | Darktown Strutters Ball / Drink Er Down                                               | 15188-D          |                                                  |
| 1927             | She’ll Be Coming ’Round the Mountain / Polly Woddle Doo                               | 15200-D          |                                                  |
| 1927             | Corn Licker Still in Georgia / Corn Licker Still in Georgia, Part 2                   |                  | als McMichen+Tanner+Skillet Lickers              |
| 1927             | Big Ball in Town / Old McDonald Had a Farmⓘ                                           | 15204-D          |                                                  |
| 1927             | Johnson’s Old Gray Mule / Uncle Bud                                                   | 15221-D          |                                                  |
| 1927             | Casey Jonesⓘ / Buckin’ Mule                                                           | 15237-D          |                                                  |
| 1927             | It’s a Long Way to Tipperary / Bile Dem Cabbage Down                                  | 15249-D          |                                                  |
| 1928             | A Corn Licker Still in Georgia, Part 3 / A Corn Licker Still in Georgia, Part 4       | 15258-D          | B-Seite von Clayton McMichen’s Melody Men        |
| 1928             | Slow Buckⓘ / Sal, Let Me Chaw Your Rosin                                              | 15267-D          |                                                  |
| 1928             | Cotton Eyed Joeⓘ / Black Eyed Susie                                                   | 15283-D          |                                                  |
| 1928             | Possum Hunt on Stump House Mountain Pt. 1 / Possum Hunt on Stump House Mountain Pt. 2 | 15298-D          |                                                  |
| 1928             | Hen Cackle / Cumberland Gap                                                           | 15303-D          |                                                  |
| 1928             | Settin’ in the Chimney Jam / Prettiest Little Girl in the Countyⓘ                     | 15315-D          |                                                  |
| 1928             | A Day at the County Fair Pt. 1 / A Day at the County Fair Pt. 2                       | 15332-D          |                                                  |
| 1928             | Pretty Little Widow / Liberty                                                         | 15334-D          |                                                  |
| 1929             | Nancy Rollin’ⓘ / Old Dan Tucker                                                       | 15382-D          |                                                  |
| 1929             | Cotton Baggin’ / Show Me the Way to Go Home                                           | 15404-D          |                                                  |
| 1929             | Going on Down Town / Mississippi Sawyer                                               | 15420-D          |                                                  |
| 1929             | It Ain’t Gonna Rain No Mo’ / The Rovin’ Gambler                                       | 15447-D          |                                                  |
| 1929             | Hog Killing Day Pt. 1 / Hog Killing Day Pt. 2                                         | 15468-D          |                                                  |
| 1929             | Flatwoods / Never Seen the Likes Getting’ Upstairs                                    | 15472-D          |                                                  |
| 1929             | Cripple Creekⓘ / Bonaparte’s Retreat                                                  | 15485-D          |                                                  |
| 1929             | Hell’s Broke Loose in Georgia / Rocky Pallet                                          | 15516-D          |                                                  |
| 1929             | Soldier’s Joy / Rock That Cradle Lucy                                                 | 15538-D          |                                                  |
| 1930             | The Census Part 1 / The Census Part 2                                                 | 15549-D          |                                                  |
| 1930             | Sal’s Gone to the Cider Mill / Nigger in the Woodpile                                 | 15562-D          |                                                  |
| 1930             | Soldier Will You Marry Me? / Devilish Mary                                            | 15589-D          |                                                  |
| 1930             | Georgia Wagner / Sugar in the Gourd                                                   | 15612-D          |                                                  |
| 1930             | Leather Breeches / New Arkansas Traveller                                             | 15623-D          |                                                  |
| 1930             | Broken Down Gambler / Bully of the Town #2                                            | 15640-D          |                                                  |
| 1930             | Don’t You Cry, My Honey / Ride Old Buck to Waterⓘ                                     | 15665-D          |                                                  |
| 1930             | Ricketts Hornpipe / Cacklin’ Hen and Rooster Too                                      | 15682-D          |                                                  |
| 1931             | Giddap Napoleon / There’ll Be a Hot Time in the Old Town Tonight                      | 15695-D          |                                                  |
| 1931             | Fly Around My Pretty Little Miss / Devilish Mary                                      | 15709-D          |                                                  |
| 1931             | Miss McLeod’s Reel / Whistling Rufus                                                  | 15730-D          |                                                  |
| 1932             | Molly Put the Kettle On / Four Cent Cotton                                            | 15746-D          |                                                  |
| 1932             | Sleeping Lulu / McMichen’s Breakdown                                                  | 15777-D          |                                                  |
| Bluebird Records |                                                                                       |                  |                                                  |
| 1934             | Georgia Waggoner / Mississippi Sawyer                                                 | BB-5433          |                                                  |
| 1934             | Whistling Rufus / Cumberland Gap on a Buckin Mule                                     | BB-5434          |                                                  |
| 1934             | Skillet Licker Breakdown / Hawkin’s Rag                                               | BB-5435          |                                                  |
| 1934             | Prosperity & Politics / Prosperity & Politics Part 2                                  | BB-5446          |                                                  |
| 1934             | Ida Red / Git Along                                                                   | BB-5488          |                                                  |
| 1934             | Down Yonder / Back Up and Pushⓘ                                                       | BB-5562          |                                                  |
| 1934             | Cotton Patch / Whoa Mule Whoa                                                         | BB-5591          |                                                  |
| 1934             | Tra Le La La / Hinkey Dinkey Dee                                                      | BB-5633          |                                                  |
| 1934             | Tanner’s Hornpipe / Tanner’s Rag                                                      | BB-5657          |                                                  |
| 1934             | Flop Eared Mule' / Soldier’s Joy Breakdown                                            | BB-5658          |                                                  |
| 1934             | Keep Your Gal at Home / I Ain’t No Better Now                                         | BB-5805          |                                                  |

### Alben
Da es in den 1920er- und 1930er-Jahren noch keine LPs gab, können hier nur Kompilationen aufgelistet werden.
- 196?: Skillet Lickers, Vol 1
- 1973: Skillet Lickers, Vol 2
- 1977: Kickapoo Medicine Show
- 1981: A Day at the Country Fair
- 1996: Skillet Lickers
- 2000: The Skillet Lickers Vol 1 1926–1927
- 2001: The Skillet Lickers Vol 2 1927–1928
- 2001: The Skillet Lickers Vol 3 1928–1929
- 2001: The Skillet Lickers Vol 4 1928–1930
- 2001: The Skillet Lickers Vol 5 1930–1934
- 2001: The Skillet Lickers Vol 6 1934
- 2001: Complete Recorded Works

### Aufnahmedaten
Diese Auflistung enthält alle Sessions der Skillet Lickers. Angegeben sind Ort und Datum sowie Besetzung und die eingespielten Titel. Auf vielen Sessions haben Gid Tanner, Fate Norris und Riley Puckett weitere eigene Titel aufgenommen, die hier jedoch nicht enthalten sind.

#### 1926
| Atlanta, GA, 17. April 1926 Riley Puckett (Gesang/Gitarre), Gid Tanner (Fiddle/Gesang), Clayton McMichen (Fiddle), Fate Norris (Banjo), Bert Layne (Fiddle/Gesang), Bob Nichols (unbekannt) - Hand Me Down My Walkin’ Cane; Columbia D-Serie - Bully of the Town; Columbia D-Serie - Pass Around the Bottle; Columbia D-Serie - Alabama Jubilee; Columbia D-Serie - Watermelon Hangin’ on the Vine; Columbia D-Serie - Don’t You Hear Jerusalem Moan; Columbia D-Serie - Ya Gotta Quit Kickin’ My Dog Aroun’; Columbia D-Serie - Turkey in the Straw; Columbia D-Serie Atlanta, GA, 2. November bis 5. November 1926 Riley Puckett (Gesang/Gitarre), Gid Tanner (Fiddle), Clayton McMichen (Fiddle), Fate Norris (Banjo), Bert Layne (?) (Fiddle) 2. November - Polly Woodle Doo; Columbia D-Serie / Regal Records - Rock Road to Milledgeville; unveröffentlicht - Uncle Bud; Columbia D-Serie 3. November - Dance All Night with a Bottle in Your Hand; Columbia D-Serie - She’ll Be Coming Round the Mountain; Columbia D-Serie - I Don’t Love Nobody; Columbia D-Serie - Hop Light Ladies; unveröffentlicht - I Got Mine; Columbia D-Serie - Shortening Bread; Columbia D-Serie - Old Joe Clark; Columbia D-Serie 5. November - My Boarding House on the Hill; unveröffentlicht - The Fate of William Cheek; unveröffentlicht - The Drunkard’s Courtship; unveröffentlicht - Don’t Forget My Little Darling; unbekannt Atlanta, GA, 28. März bis 29. März 1927 Riley Puckett (Gesang/Gitarre), Gid Tanner (Fiddle), Clayton McMichen (Fiddle), Fate Norris (Banjo), Bert Layne (Fiddle) 29. März - Casey Jones; Columbia D-Serie - The Wreck of the Old Southern '97; Columbia D-Serie 28. März - Dixie; Columbia D-Serie - Run, Nigger, Run; Columbia D-Serie - The Girl I Left Behind Me; Columbia D-Serie - The Old Gray Mare; Columbia D-Serie - John Henry; Columbia D-Serie - Drink ’Er Down; Columbia D-Serie - The Darktown Strutter’s Ball; Columbia D-Serie - Peter Went A-Fishing, unveröffentlicht Atlanta, GA, 31. Oktober bis 1. November 1927 Riley Puckett (Gesang/Gitarre), Gid Tanner (Fiddle/Gesang), Clayton McMichen (Fiddle), Fate Norris (Banjo) 31. Oktober - Old McDonald Had a Farm; Columbia D-Serie - Bile Dem [Them] Cabbage Down; Columbia D-Serie - Big Ball in Town; Columbia D-Serie - It’s a Long Way to Tipperary; Columbia D-Serie - Buckin’ Mule; Columbia D-Serie - Uncle Bud; Columbia D-Serie - Polly Wolly Doodly; unveröffentlicht 1. November - Johnson’s Old Gray Mule, Columbia D-Serie Atlanta, GA, 28. März bis 29. März 1927 Riley Puckett (Gesang/Gitarre), Gid Tanner (Fiddle), Clayton McMichen (Fiddle), Fate Norris (Banjo), Bert Layne (Fiddle) - Casey Jones; Columbia D-Serie - The Wreck of the Old Southern '97; Columbia D-Serie - Dixie; Columbia D-Serie - Run, Nigger, Run; Columbia D-Serie - The Girl I Left Behind Me; Columbia D-Serie - The Old Gray Mare; Columbia D-Serie - John Henry; Columbia D-Serie - Drink ’Er Down; Columbia D-Serie - The Darktown Strutter’s Ball; Columbia D-Serie - Peter Went A-Fishing, unveröffentlicht Atlanta, GA, 10. April 1928 Riley Puckett (Gesang/Gitarre), Gid Tanner (Fiddle), Clayton McMichen (Fiddle), Fate Norris (Banjo), Lowe Stokes (?) (Fiddle) - Hen Cackle; Columbia D-Serie - Cumberland Gap; Columbia D-Serie - Cotton-Eyed Joe; Columbia D-Serie - Black-Eyed Susie; Columbia D-Serie - Prettiest Little Girl in the Country; Columbia D-Serie - Slow Buck; Columbia D-Serie - Sittin’ in the Chimney Jam; Columbia D-Serie - Sal, Let Me Chaw Your Rosin; Columbia D-Serie Atlanta, GA, 22. und 23. Oktober 1928 Riley Puckett (Gesang/Gitarre), Gid Tanner (Fiddle), Clayton McMichen (Fiddle), Fate Norris (Banjo), Lowe Stokes (?) (Fiddle) 22. Oktober - Liberty; Columbia D-Serie - Nancy Rollin’; Columbia D-Serie - Old Dan Tucker; Columbia D-Serie - Devilish Mary; Columbia D-Serie 23. Oktober - Pretty Little Window; Columbia D-Serie - Fly Around My Pretty Little Miss; Columbia D-Serie | Atlanta, GA, 8. April 1929 Riley Puckett (Gesang/Gitarre), Gid Tanner (Fiddle), Clayton McMichen (Fiddle), Fate Norris (Banjo), Bert Layne (Fiddle), Lowe Stokes (Fiddle), Arthur Tanner (?) (Banjo) - Mississippi Sawyer; Columbia D-Serie - It Ain’t Gonna Rain No Mo’; Columbia D-Serie - Going On Down Town; Columbia D-Serie - Flatwoods; Columbia D-Serie - Never Seen the Likes Gettin’ Upstairs; Columbia D-Serie - Show Me the Way to Go Home; Columbia D-Serie - Cotton Baggin’; Columbia D-Serie - The Rovin’ Gambler; Columbia D-Serie Atlanta, GA, 29. Oktober 1929 Riley Puckett (Gesang/Gitarre), Gid Tanner (Fiddle), Clayton McMichen (Fiddle), Fate Norris (Banjo), Bert Layne (Fiddle), restliche Besetzung ist unbekannt - Rocky Pallet; Columbia D-Serie - Soldier’s Joy; Columbia D-Serie - Rock That Cradle Lucy; Columbia D-Serie - There’ll Be a Hot Time in the Old Town Tonight; Columbia D-Serie - Boneparte’s Retreat; Columbia D-Serie - Hell’s Broke Loose in Georgia; Columbia D-Serie - Giddap Napoleon; Columbia D-Serie - Cripple Creel; Columbia D-Serie Atlanta, GA, 14. und 15. April 1930 Riley Puckett (Gesang/Gitarre), Gid Tanner (Fiddle), Clayton McMichen (Fiddle), Fate Norris (Banjo), Bert Layne (Fiddle), Lowe Stokes (Fiddle), restliche Besetzung unbekannt 14. April - Leather Breeches; Columbia D-Serie - New Arkansaw Traveller; Columbia D-Serie - Sugar in the Gourd; Columbia D-Serie - Georgia Wagner; Columbia D-Serie - Sal’s Gone to the Cider Mill; Columbia D-Serie - Nigger in the Woodpile; Columbia D-Serie 15. April - Devilish Mary; Columbia D-Serie - Soldier, Will You Marry Me?; Columbia D-Serie Atlanta, GA, 4. und 5. Dezember 1930 Riley Puckett (Gesang/Gitarre), Gid Tanner (Fiddle), Clayton McMichen (Fiddle), Fate Norris (Banjo), Bert Layne (Fiddle), Lowe Stokes (Fiddle) 4. Dezember - Ride Old Buck to Water; Columbia D-Serie - Don’t You Cray My Honey; Columbia D-Serie - Cacklin’ Hen and Rooster Too; Columbia D-Serie - Ricketts Hornpipe; Columbia D-Serie 5. Dezember - Hand Me Down My Walking Cane; unveröffentlicht - Bully of the Town No.2; Columbia D-Serie - Broken Down Gambler; Columbia D-Serie - Possum up the Gum Stomp; unveröffentlicht - The Darktown Strutter’s Ball; Columbia D-Serie - Peter Went A-Fishing, unveröffentlicht Atlanta, GA, 24. Oktober 1931 Riley Puckett (Gesang/Gitarre), Gid Tanner (Banjo), Clayton McMichen (Fiddle), Lowe Stokes (Fiddle), Bert Layne (Fiddle) - Miss McLeods Reel; Columbia D-Serie - Four Cent Cotton; Columbia D-Serie - Molly Put the Kettle On; Columbia D-Serie - Sleeping Lulu; Columbia D-Serie - Whistling Rufus; Columbia D-Serie San Antonio, TX, 29. und 30. März 1934 Riley Puckett (Gesang/Gitarre), Gid Tanner (Fiddle/Gesang), Gordon Tanner (Fiddle), Ted Hawkins (Mandoline), Dan Hornsby (?), wahrsch. Arthur Tanner (Gitarre [?]), restliche Besetzung ist unbekannt 29. März - Georgia Waggoner; Bluebird B-Serie - Mississippi Sawyer; Bluebird B-Serie - Back Up and Push; Bluebird B-Serie - Rufus; Bluebird B-Serie - Cumberland Gap on a Buckin’ Mule; Bluebird B-Serie - Hawkin’s Rag; Bluebird B-Serie - Skillet Licker Breakdown; Bluebird B-Serie - Cotton Patch; Bluebird B-Serie - Ida Red; Bluebird B-Serie - Down Yonder; Bluebird B-Serie - Git Along; Bluebird B-Serie - Whoa, Mule, Whoa; Bluebird B-Serie - Tra La La La; Bluebird B-Serie - Keep Your Gal at-Home; Bluebird B-Serie - Hinkey Dinkey Dee; Bluebird B-Serie 30. März - Prosperity and Politics No. 1 & 2; Bluebird B-Serie - Practice Night with Skillet Lickers No. 1 & 2; Bluebird B-Serie - Tanner’s Hornpipe; Bluebird B-Serie - Soldier’s Joy; Bluebird B-Serie - Flop-Eared Mule; Bluebird B-Serie |